# Puchar CEV w piłce siatkowej mężczyzn (1990/1991)
Puchar CEV siatkarzy 1990/1991 - 11. sezon Pucharu CEV rozgrywanego od 1980 roku, organizowanego przez Europejską Konfederację Piłki Siatkowej (CEV) w ramach europejskich pucharów dla męskich klubowych zespołów siatkarskich "starego kontynentu".

## Drużyny uczestniczące
- TV Gleisdorf
- Donaukraft Wiedeń
- Debic Zonhoven
- Noliko Maaseik
- Akademik Warna
- VC SK Zlín
- Police Bratysława
- Etela-Kuopion Kuopio
- Poliisien Palloseura Helsinki
- AS Grenoble
- JSA Bordeaux
- AO Orestiada
- Aris Saloniki
- CV Cisneros Alcalá Canarias
- San José Caja Soria
- Hapoel Matte Aszer
- Mladost Zagrzeb
- Vojvodina Nowy Sad
- Volley 80 Pétange
- SC Lipsk
- AZS Olsztyn
- Jastrzębie Borynia
- Leixões SC
- SC Portugal Lizbona
- Hamburger SV
- Harzer SC Nordhausen
- Moerser SC
- Explorari Baia Mare
- Universitatea Craiova
- Chênois Genewa
- PV Lugano
- Frövi VK
- Arçelik
- Galatasaray
- Nyíregyházi VSC
- SES Szeged
- Petrarca Padwa
- Sisley Treviso
- Dinamo Moskwa
- Radiotechnik Ryga

## Rozgrywki

### Faza kwalifikacyjna
| Data       | Drużyna 1                 | Wynik | Drużyna 2                 | Sety                            |
| ---------- | ------------------------- | ----- | ------------------------- | ------------------------------- |
| 06.10.1990 | AO Orestiada              | 3:0   | Hapoel Mate Asher         | 15:3, 15:4, 15:8                |
| 13.10.1990 | Hapoel Mate Asher         | 3:0   | AO Orestiada              | 16:14, 15:10, 15:1              |
|            |                           |       |                           |                                 |
| 06.10.1990 | Nyíregyházi VSC           | 3:1   | Arçelik                   | 15:12, 15:8, 14:16, 17:16       |
| 13.10.1990 | Arçelik                   | 3:0   | Nyíregyházi VSC           | 15:9:, 15:8, 15:12, 15:9        |
|            |                           |       |                           |                                 |
| 06.10.1990 | Harzer SC Nordhausen      | 3:0   | PV Lugano                 | 15:8, 15:4, 15:2                |
| 13.10.1990 | PV Lugano                 | 2:3   | Harzer SC Nordhausen      | 15:11, 15:6, 9:15, 12:15, 8:15  |
|            |                           |       |                           |                                 |
| 06.10.1990 | Cisneros Alcala Canarias  | 3:0   | TV Gleisdorf              | 15:0, 15:5, 15:3                |
| 13.10.1990 | TV Gleisdorf              | 0:3   | Cisneros Alcala Canarias  | 1:15, 13:15, 2:15               |
|            |                           |       |                           |                                 |
| 06.10.1990 | San José Caja Soria       | 3:0   | Volley 80 Pétange         | 15:1, 15:5, 15:4                |
| 13.10.1990 | Volley 80 Pétange         | 0:3   | San José Caja Soria       | 6:15, 11:15, 14:16              |
|            |                           |       |                           |                                 |
| 06.10.1990 | Noliko Maaseik            | 3:0   | SC Portugal Lizbona       | 15:11, 15:5, 15:2               |
| 13.10.1990 | SC Portugal Lizbona       | 2:3   | Noliko Maaseik            | 15:5, 15:12, 9:15, 16:17, 11:15 |
|            |                           |       |                           |                                 |
| 06.10.1990 | Vojvodina Nowy Sad        | 1:3   | AZS Olsztyn               | 11:15, 15:9, 3:15, 11:15        |
| 13.10.1990 | AZS Olsztyn               | 3:0   | Vojvodina Nowy Sad        | 15:8, 15:7, 16:14               |
|            |                           |       |                           |                                 |
| 06.10.1990 | Tyrolia Donaukraft Wiedeń | 3:0   | Chênois Genewa            | 15:12, 15:11, 15:3              |
| 13.10.1990 | Chênois Genewa            | 3:2   | Tyrolia Donaukraft Wiedeń | 15:3, 12:15, 15:10, 7:15, 17:16 |

### Faza główna

#### I runda
| Data       | Drużyna 1                     | Wynik | Drużyna 2                     | Sety                              |
| ---------- | ----------------------------- | ----- | ----------------------------- | --------------------------------- |
| 03.11.1990 | AS Grenoble                   | 2:3   | Dinamo Moskwa                 | 4:15, 15:9, 15:9, 5:15, 11:15     |
| 10.11.1990 | Dinamo Moskwa                 | 3:0   | AS Grenoble                   | 15:9, 15:3, 15:9:                 |
|            |                               |       |                               |                                   |
| 03.11.1990 | AO Orestiada                  | 3:0   | Arçelik                       | 15:11, 15:10, 15:6                |
| 10.11.1990 | Arçelik                       | 0:3   | AO Orestiada                  | 11:15, 6:15, 13:15                |
|            |                               |       |                               |                                   |
| 03.11.1990 | Leixões SC                    | 3:2   | Jastrzębie Borynia            | 13:15, 15:9, 7:15, 15:6, 15:12    |
| 10.11.1990 | Jastrzębie Borynia            | 3:1   | Leixões SC                    | 15:9, 15:10, 13:15, 15:9:         |
|            |                               |       |                               |                                   |
| 03.11.1990 | Police Bratysława             | 0:3   | Debic Zonhoven                | 8:15, 13:15, 9:15                 |
| 10.11.1990 | Debic Zonhoven                | 3:0   | Police Bratysława             | 15:8, 17:15, 15:4:                |
|            |                               |       |                               |                                   |
| 03.11.1990 | HAOK Mladost                  | 3:0   | Hamburger SV                  | 15:13, 15:7, 15:4                 |
| 10.11.1990 | Hamburger SV                  | 3:0   | HAOK Mladost                  | 15:5, 15:7, 15:13                 |
|            |                               |       |                               |                                   |
| 03.11.1990 | Petrarca Padwa                | 3:0   | Harzer SC Nordhausen          | 15:2, 15:9, 15:6                  |
| 10.11.1990 | Harzer SC Nordhausen          | 0:3   | Petrarca Padwa                | 12:15, 10:15, 13:15               |
|            |                               |       |                               |                                   |
| 03.11.1990 | Cisneros Alcala Canarias      | 3:1   | Universitatea Craiova         | 15:17, 15:5, 15:11, 15:13         |
| 10.11.1990 | Universitatea Craiova         | 0:3   | Cisneros Alcala Canarias      | 5:15, 3:15, 16:17                 |
|            |                               |       |                               |                                   |
| 03.11.1990 | Akademik Warna                | 3:2   | Poliisien Palloseura Helsinki | 13:15, 15:0, 15:9, 12:15, 15:12   |
| 10.11.1990 | Poliisien Palloseura Helsinki | 3:0   | Akademik Warna                | 15:7, 15:2, 15:7:                 |
|            |                               |       |                               |                                   |
| 03.11.1990 | VC SK Zlín                    | 3:0   | San José Caja Soria           | 15:10, 15:10, 16:14               |
| 10.11.1990 | San José Caja Soria           | 0:3   | VC SK Zlín                    | 8:15, 6:15, 7:15                  |
|            |                               |       |                               |                                   |
| 03.11.1990 | Sisley Treviso                | 3:0   | Frövi VK                      | 15:2, 15:6, 15:3                  |
| 10.11.1990 | Frövi VK                      | 0:3   | Sisley Treviso                | 15:9, 15:8, 15:13                 |
|            |                               |       |                               |                                   |
| 03.11.1990 | Noliko Maaseik                | 3:0   | Explorari Baia Mari           | 15:8, 15:10, 15:5                 |
| 10.11.1990 | Explorari Baia Mari           | 1:3   | Noliko Maaseik                | 5:15, 15:9, 5:15, 6:15            |
|            |                               |       |                               |                                   |
| 03.11.1990 | Etela-Kuopion Kuopio          | 3:0   | SC Lipsk                      | 15:9, 15:9, 15:5                  |
| 10.11.1990 | SC Lipsk                      | 3:1   | Etela-Kuopion Kuopio          | 15:3, 11:15, 15:7, 15:12          |
|            |                               |       |                               |                                   |
| 03.11.1990 | Radiotechnik Ryga             | 3:0   | SES Szeged                    | 15:1, 15:1, 15:1                  |
| 10.11.1990 | SES Szeged                    | 0:3   | Radiotechnik Ryga             | 3:15, 14:16, 8:15                 |
|            |                               |       |                               |                                   |
| 03.11.1990 | Aris Saloniki                 | 3:1   | Galatasaray                   | 12:15, 15:6, 15:3, 15:5           |
| 10.11.1990 | Galatasaray                   | 3:0   | Aris Saloniki                 | 15:3, 15:2, 15:9:                 |
|            |                               |       |                               |                                   |
| 03.11.1990 | JSA Bordeaux                  | 0:3   | AZS Olsztyn                   | 3:15, 8:15, 8:15                  |
| 10.11.1990 | AZS Olsztyn                   | 2:3   | JSA Bordeaux                  | 9:15, 15:12, 15:10, 5:4:15, 13:15 |
|            |                               |       |                               |                                   |
| 03.11.1990 | Tyrolia Donaukraft Wiedeń     | 0:3   | Moerser SC                    | 11:15, 5:15, 13:15                |
| 10.11.1990 | Moerser SC                    | 3:0   | Tyrolia Donaukraft Wiedeń     | 15:4, 15:13, 15:11                |

#### II runda
| Data       | Drużyna 1                     | Wynik | Drużyna 2                     | Sety                              |
| ---------- | ----------------------------- | ----- | ----------------------------- | --------------------------------- |
| 01.12.1990 | Dinamo Moskwa                 | 3:0   | AO Orestiada                  | 15:7, 15:9, 15:11                 |
| 08.12.1990 | AO Orestiada                  | 0:3   | Dinamo Moskwa                 | 4:15, 6:15, 4:15                  |
|            |                               |       |                               |                                   |
| 01.12.1990 | Jastrzębie Borynia            | 3:2   | Debic Zonhoven                | 15:9, 15:5, 3:15, 10:15, 15:13    |
| 08.12.1990 | Debic Zonhoven                | 3:0   | Jastrzębie Borynia            | 15:10, 15:4, 15:13                |
|            |                               |       |                               |                                   |
| 01.12.1990 | HAOK Mladost                  | 0:3   | Petrarca Padwa                | 8:15, 14:16, 9:15                 |
| 08.12.1990 | Petrarca Padwa                | 3:0   | HAOK Mladost                  | 15:12, 15:12, 15:8:               |
|            |                               |       |                               |                                   |
| 01.12.1990 | Cisneros Alcala Canarias      | 3:2   | Poliisien Palloseura Helsinki | 15:8, 11:15, 16:17, 15:8, 15:9    |
| 08.12.1990 | Poliisien Palloseura Helsinki | 3:2   | Cisneros Alcala Canarias      | 12:15, 15:10, 13:15, 15:11, 15:9: |
|            |                               |       |                               |                                   |
| 01.12.1990 | VC SK Zlín                    | 1:3   | Sisley Treviso                | 3:15, 8:15, 15:13, 6:15           |
| 08.12.1990 | Sisley Treviso                | 3:0   | VC SK Zlín                    | 15:10, 15:6, 15:8:                |
|            |                               |       |                               |                                   |
| 01.12.1990 | Noliko Maaseik                | 3:0   | Etela-Kuopion Kuopio          | 15:9, 15:9, 15:4                  |
| 08.12.1990 | Etela-Kuopion Kuopio          | 0:3   | Noliko Maaseik                | 13:15, 11:15, 12:15               |
|            |                               |       |                               |                                   |
| 01.12.1990 | Radiotechnik Ryga             | 3:0   | Galatasaray                   | 15:10, 15:10, 15:6                |
| 08.12.1990 | Galatasaray                   | 1:3   | Radiotechnik Ryga             | 7:15, 2:15, 15:13, 10:15          |
|            |                               |       |                               |                                   |
| 01.12.1990 | AZS Olsztyn                   | 1:3   | Moerser SC                    | 12:15, 7:15, 15:13, 11:15         |
| 08.12.1990 | Moerser SC                    | 2:3   | AZS Olsztyn                   | 15:17, 15:12, 14:16, 15:9, 10:15  |

#### III runda
| Data       | Drużyna 1                | Wynik | Drużyna 2                | Sety                              |
| ---------- | ------------------------ | ----- | ------------------------ | --------------------------------- |
| 09.01.1991 | Dinamo Moskwa            | 3:0   | Debic Zonhoven           | 15:13, 15:1, 15:7                 |
| 16.01.1991 | Debic Zonhoven           | 3:0   | Dinamo Moskwa            | 15:2 16:14 16:14                  |
|            |                          |       |                          |                                   |
| 09.01.1991 | Petrarca Padwa           | 3:0   | Cisneros Alcala Canarias | 15:3, 15:4, 15:5                  |
| 16.01.1991 | Cisneros Alcala Canarias | 1:3   | Petrarca Padwa           | 10:15, 14:16, 15:6, 12:15         |
|            |                          |       |                          |                                   |
| 09.01.1991 | Sisley Treviso           | 3:0   | Noliko Maaseik           | 15:3, 15:6, 15:10                 |
| 16.01.1991 | Noliko Maaseik           | 0:3   | Sisley Treviso           | 14:16, 8:15, 5:15                 |
|            |                          |       |                          |                                   |
| 09.01.1991 | Radiotechnik Riga        | 3:0   | Moerser SC               | 15:11, 15:10, 15:7                |
| 16.01.1991 | Moerser SC               | 3:2   | Radiotechnik Riga        | 15:11, 12:15, 15:11, 13:15, 15:12 |

### Turniej finałowy

#### Mecze o rozstawienie
| Data       | Drużyna 1         | Wynik | Drużyna 2      | Sety                      |
| ---------- | ----------------- | ----- | -------------- | ------------------------- |
| 09.02.1991 | Radiotechnik Riga | 1:3   | Dinamo Moskwa  | 7:15, 12:15, 15:5, 8:15   |
| 09.02.1991 | Sisley Treviso    | 1:3   | Petrarca Padwa | 9:15, 15:13, 14:16, 12:15 |

#### Półfinały
| Data       | Drużyna 1      | Wynik | Drużyna 2         | Sety                            |
| ---------- | -------------- | ----- | ----------------- | ------------------------------- |
| 10.02.1991 | Petrarca Padwa | 2:3   | Radiotechnik Riga | 15:10, 15:7, 6:15, 11:15, 12:15 |
| 10.02.1991 | Sisley Treviso | 3:1   | Dinamo Moskwa     | 15:5, 16:17, 15:8, 15:6         |

#### Mecz o 3. miejsce
| Data       | Drużyna 1      | Wynik | Drużyna 2     | Sety                          |
| ---------- | -------------- | ----- | ------------- | ----------------------------- |
| 11.02.1991 | Petrarca Padwa | 3:2   | Dinamo Moskwa | 8:15, 15:6, 9:15, 15:4, 16:14 |

#### Finał
| Data       | Drużyna 1      | Wynik | Drużyna 2         | Sety                           |
| ---------- | -------------- | ----- | ----------------- | ------------------------------ |
| 11.02.1991 | Sisley Treviso | 3:2   | Radiotechnik Riga | 15:9, 12:15, 9:15, 15:11, 9:15 |

## Klasyfikacja końcowa
| Miejsce | Drużyna           |
| ------- | ----------------- |
| złoto   | Sisley Treviso    |
| srebro  | Petrarca Padwa    |
| brąz    | Radiotechnik Ryga |
| 4.      | Dinamo Moskwa     |